# Campo vulcânico

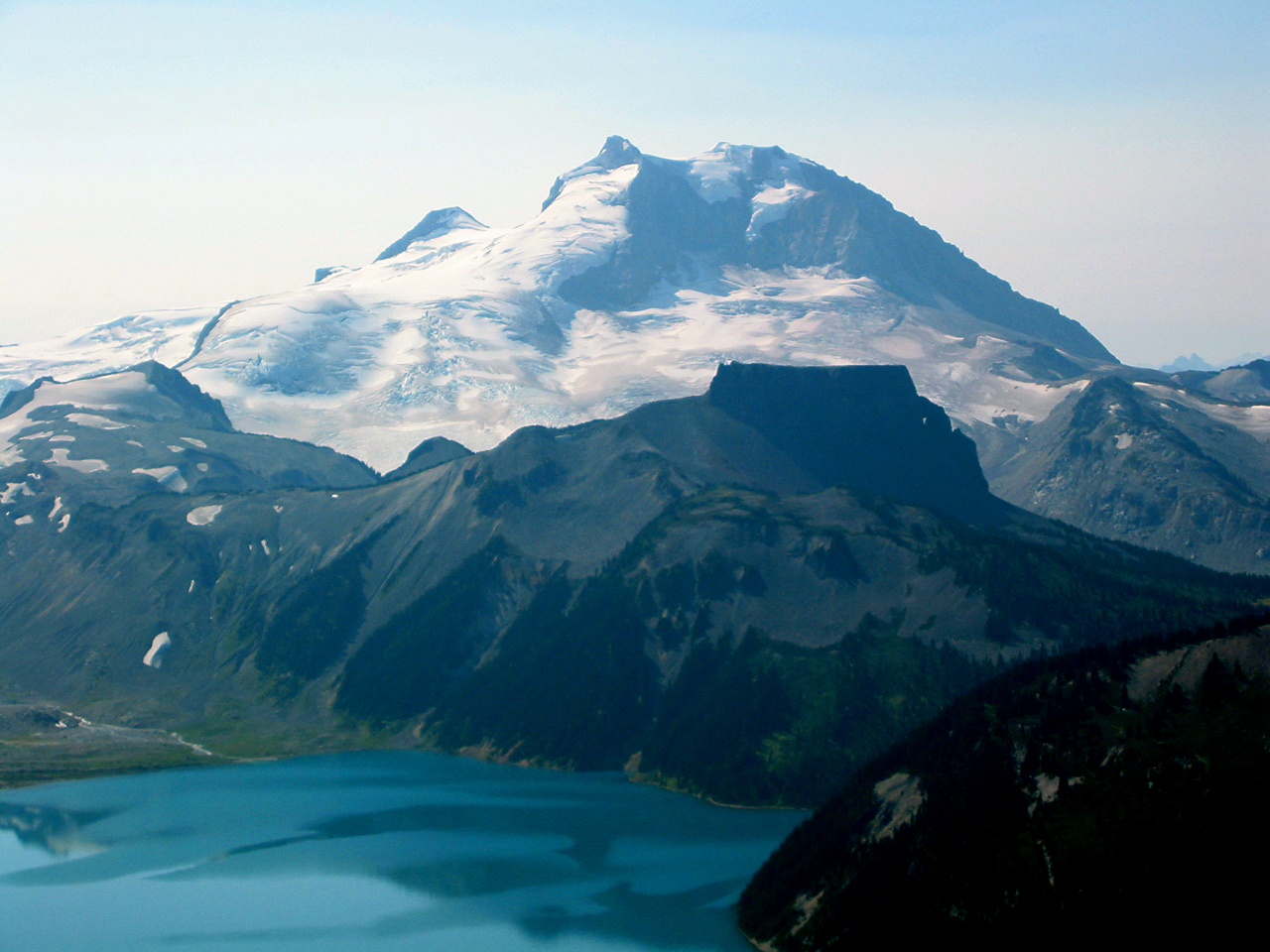
A face Norte do Monte Garibaldi sobre A Mesa e o lago Garibaldi no Campo vulcânico do Lago Garibaldi

Campo Karapınar na Turquia

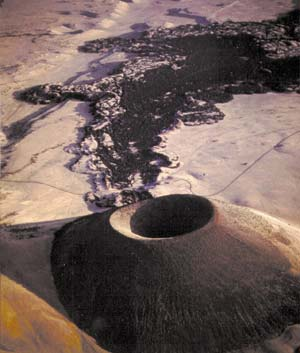
SP Cratera no Campo vulcânico San Francisco é um cone de cinza com um fluxo de lava basalto que se estende por 4 milhas (6 km)

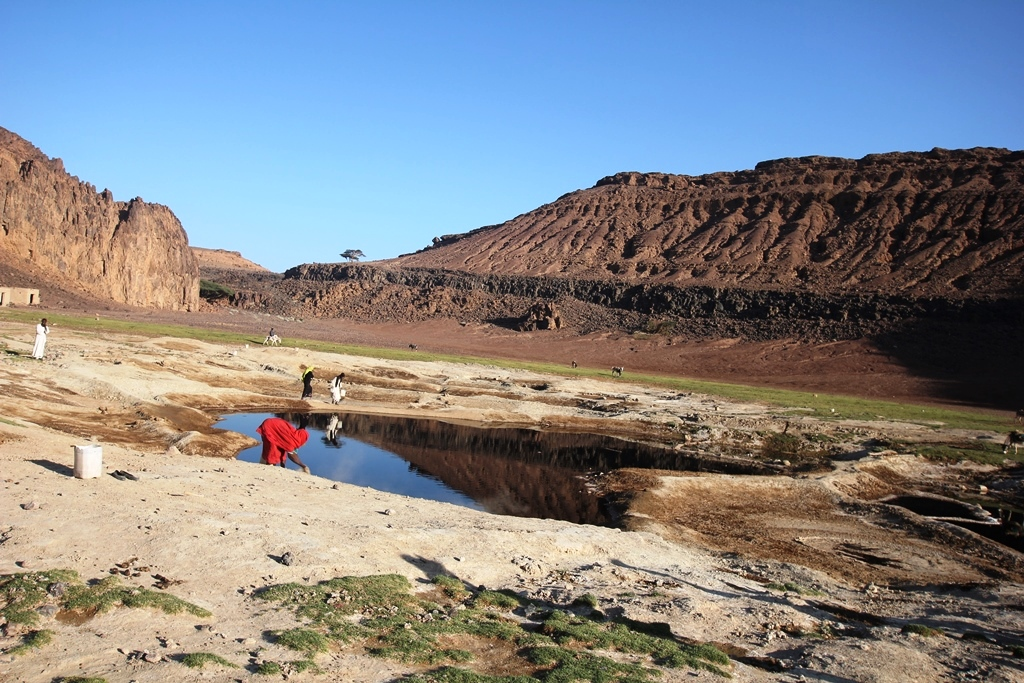
Cratera El Muweilih, no Sudão, com argila rica em natrão no chão da cratera

Um campo vulcânico é uma área da crosta terrestre que é propensa a atividade vulcânica localizada. O tipo e número de vulcões necessários para que uma área seja considerada um "campo" não são bem definidos. Campos vulcânicos normalmente possuem agrupamentos de até 100 vulcões como cones de escória. Fluxos de lava também podem ocorrer. Campos vulcânicos podem ser monogenéticos ou poligenéticos.

## Exemplos

### Canadá
- Campo vulcânico Atlin, Colúmbia Britânica
- Campo de lava Desolation, Colúmbia Britânica
- Campo vulcânico do lago Garibaldi, Colúmbia Britânica
- Campo vulcânico Monte Cayley, Colúmbia Britânica
- Campo vulcânico Tuya, Colúmbia Britânica
- Campo vulcânico Wells Gray-Clearwater, Colúmbia Britânica
- Campo vulcânico Wrangell, Território do Yukon

### Estados Unidos
- Campo vulcânico de Boringue, Oregon
- Campo vulcânico de Clear Lake, Califórnia
- Campo vulcânico de Coso, Califórnia
- Indian Heaven, Washington
- Campo vulcânico do Colorado Central, Colorado
- Campo vulcânico de Marysvale, Utá
- Campo vulcânico de San Juan, Colorado
- Campo vulcânico de Raton-Clayton, Novo México
- Campo vulcânico de São Francisco, Arizona
- Campo vulcânico do planalto de Taos, Condado de Taos, Novo México
- Campo vulcânico de Trans-Pecos, Texas
- Campo vulcânico de Wrangell, Alasca
- Campo vulcânico de São Bernardino, Arizona

### México
- Campo vulcânico de San Quintín, Baixa Califórnia

### Outros
- Campo vulcânico de Auclanda, Ilha do Norte, Nova Zelândia
- Campo vulcânico de Baiuda, Sudão
- Campo vulcânico da colina de Bombalai, Sabá, Malásia
- Chaîne des Puys, Auvérnia, França
- Grupo Cu-Lao Re, Vietnã
- Campo vulcânico de Laguna, Filipinas
- Campo vulcânico de Meidobe, Sudão
- Haruje, Fezã, Líbia
- Campo vulcânico Todra, Níger
- Vulcão de Eifel, Alemanha
- Campo vulcânico La Garrotxa, Espanha[3]